# Leslie Balcombe
Leslie Balcombe (* 1. Quartal 1914 in Romney Marsh; † 19. Dezember 1938 in Folkestone) war ein englischer Fußballspieler.

## Karriere
Balcombe gehörte jahrelang dem Militär an, bereits im Oktober 1933 findet sich sein Name in der Aufstellung der 9th Field Company Royal Engineers, im Oktober 1934 sagte er im Range eines Sappers als Beifahrer in Folge eines Verkehrsunfalls aus.
Ab Dezember 1934 findet sich Balcombes Name in Aufstellungen der Reserve des FC Gillingham, der Korrespondent des Folkestone Herald hielt anlässlich eine 7:3-Erfolgs über den FC Folkestone über Balcombes Leistung fest: „L. Balcomb [sic!], ein Amateur, der zufälligerweise aus dem Folkestone-Distrikt stammt, zeigte ungewöhnliche Schnelligkeit und ist zweifelslos ein Bursche mit mehr als den durchschnittlichen Fähigkeiten.“ Ab März 1935 kam Balcombe auch wiederholt für die erste Mannschaft Gillinghams in der Football League Third Division South zum Zug, bis zum Ende der Saison 1934/35 hatte er zwölf Einsätze als rechter Außenstürmer bestritten. Bereits bei seinem Debüt gegen die Queens Park Rangers wurde er als „stete Gefahrenquelle“ gelobt, der Daily Mirror urteilte, dass Gillingham „einen nützlichen Amateur gefunden habe“ und anlässlich eines 2:0-Erfolgs über Swindon Town wenige Wochen später wurde die Flügelzange Balcombe–Doncaster presseseitig lobend hervorgehoben.
Im Oktober 1935 erzielte er bei einem 2:1-Auswärtssieg über Bournemouth & Boscombe Athletic den Siegtreffer, am folgenden Wochenende bestritt er gegen Luton Town (0:1) seinen 14. und letzten Auftritt in der Football League, in der Presse klang auch etwas Kritik mit: „Die Außenstürmer waren die besten der [Sturm-]Reihe, wobei Balcombe nicht so gut wie letzte Saison spielte.“ Im März 1937 tauchte sein Name in einem Spielbericht des FC Folkestone auf in der zweiten Jahreshälfte 1937 findet sich Balcombes Name auch mehrfach in Aufstellungen von Ashford Town (Kent).
Für Auswahlteams der British Army lief Balcombe wiederholt auf Rechtsaußen auf. Im Januar 1935 spielte er mit dem Team in Poole gegen eine Regionalauswahl von Dorset im Oktober 1935 gegen die Civil Services in Chiswick und im November 1935 gegen eine Amateurauswahl der Football Association in Colchester. Im März 1937 war er in den alljährlichen Aufeinandertreffen der Inter-Services’ Championship gegen die Royal Air Force in Reading auf dem Feld, möglicherweise im Folgemonat auch gegen die Royal Navy und am Jahresende in einer Partie gegen Oxford University als Mittelstürmer.
Balcombe diente zuletzt bei den Royal Engineers im Range eines Lance Sergeants, war in den Kitchener Barracks in Chatham stationiert und Kapitän des dortigen Fußballteams. Am Abend des 17. Dezember 1938 befand sich Balcombe auf der Fahrt zu seiner Wohnung in Lydd, als er in Seabrook mit einem Fußgänger zusammenstieß, der die Straße überqueren wollte. Während der Fußgänger sowie Balcombes Verlobte, die sich ebenfalls auf dem Motorrad befand, den Unfall verletzt überstanden, verstarb Balcombe zwei Tage später an seinen schweren Verletzungen im Royal Victoria Hospital von Folkestone. Eine gerichtliche Untersuchung des Unglücks kam zu dem Schluss, dass es sich um einen Unfall handelte, der durch schlechte Beleuchtung und windige Bedingungen begünstigt wurde.